# Mission impossible : Fallout
Pour les articles homonymes, voir Mission impossible.
Série Mission impossible
Mission impossible : Rogue Nation
(2015) Mission impossible : Dead Reckoning
(2023)
Pour plus de détails, voir Fiche technique et Distribution.
Mission impossible : Fallout (Mission: Impossible - Fallout), ou Mission: Impossible - Répercussions au Québec, est un film d'espionnage américain écrit, co-produit et réalisé par Christopher McQuarrie, sorti en 2018.
Sixième opus de la série de films mettant en vedette depuis 1996 Tom Cruise dans le rôle d'Ethan Hunt, il est la suite directe de Mission impossible : Rogue Nation (2015). Avec plus de 790 millions de dollars de recettes mondiales, Fallout est à ce jour (2024) le film de la série ayant rencontré le plus grand succès.
Le film débute alors que Ethan Hunt, son équipe d'agents de l'organisation « Mission impossible », le ministre et ancien chef de la CIA Alan Hunley, ainsi que l'agent britannique Ilsa Faust, reviennent une fois de plus dans une mission désespérée alors qu'ils doivent se battre pour sauver la planète du « Syndicat » et de son chef maléfique Solomon Lane.

## Synopsis
Alors qu'il se trouve à Belfast, Ethan Hunt reçoit une bande magnétique pour sa nouvelle mission. Depuis que Solomon Lane s'est fait arrêter deux ans auparavant par Hunt et son équipe, son organisation criminelle, « le Syndicat », s'est reformée sous la forme d'un groupe terroriste dénommé « Les Apôtres », avec l'aide de Nils Debruuk, spécialiste norvégien en armes nucléaires. La mission de Hunt est d'intercepter une livraison de trois charges portables de plutonium aux Apôtres, qui doit se dérouler à Berlin. Il s'y rend avec Benji Dunn et Luther Stickell, mais ce dernier est pris en otage par les Apôtres. En voulant le sauver, Ethan Hunt oublie de surveiller les bombes dont s'emparent les terroristes.
L'équipe capture alors Nils Debruuk et le manipule en lui faisant croire qu'un manifeste terroriste qu'il a rédigé est diffusé en direct à la télévision après trois attentats atomiques à Rome, Jérusalem et La Mecque ; Debruuk accepte alors de donner la clé de déchiffrage d'un téléphone portable appartenant aux Apôtres avant que la supercherie lui soit révélée par ses auteurs.
Les informations contenues dans le téléphone permettent à la CIA de déterminer qu'un des Apôtres connu sous le nom de John Lark, dont personne ne connaît le visage, va rencontrer la « Veuve blanche » lors d'une réception au Grand Palais à Paris, afin de conclure la vente du plutonium. Le ministre de la défense Alan Hunley, qui supervise l'organisation « Mission impossible », décide d'envoyer Hunt sans son équipe, car l'échec de Berlin a montré qu'il se laissait influencer par ses sentiments, mais Erica Sloane, directrice de la CIA, lui impose August Walker, un agent connu pour ses méthodes brutales.

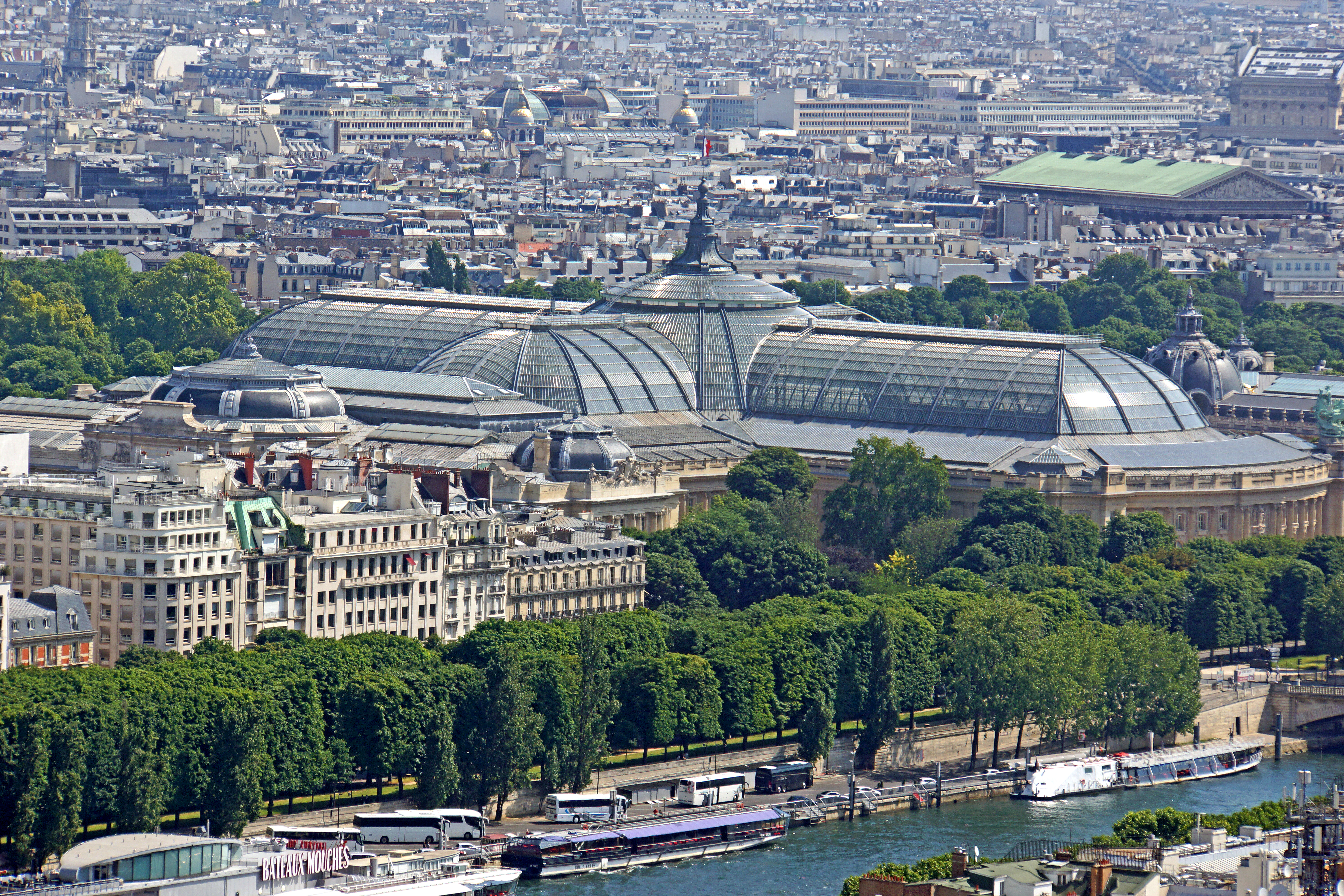
Le Grand Palais, Paris.

Les deux hommes effectuent une chute opérationnelle au-dessus de Paris dans un ciel orageux ; Hunt sauve Walker, dont l'alimentation en oxygène est détruite par un éclair. Ils pénètrent dans le Grand Palais, capturent John Lark dans les toilettes mais n'ont pas le temps de fabriquer un masque qui permettrait à Hunt de se faire passer pour lui : lors d'un combat, Ilsa Faust, l'agente britannique autrefois infiltrée dans le Syndicat, surgit et sauve Hunt en abattant Lark. Hunt décide alors de se passer de masque en espérant que la Veuve blanche et ses collaborateurs n'aient jamais vu Lark.
Il rencontre la Veuve, qui se révèle par ailleurs être la fille de Max, la convainc qu'il est Lark et s'enfuit avec elle et Walker, pris dans un combat avec plusieurs personnes qui s'en prennent soit à lui, soit à elle. Dans son hôtel particulier, elle lui indique le plan pour obtenir les charges de plutonium: Solomon Lane doit être amené le lendemain à Paris sous lourde escorte policière pour y être interrogé, et Hunt devra l'intercepter en exterminant tous les policiers qui l'accompagnent. La Veuve donne l'une des trois sources de plutonium à Hunt comme gage.

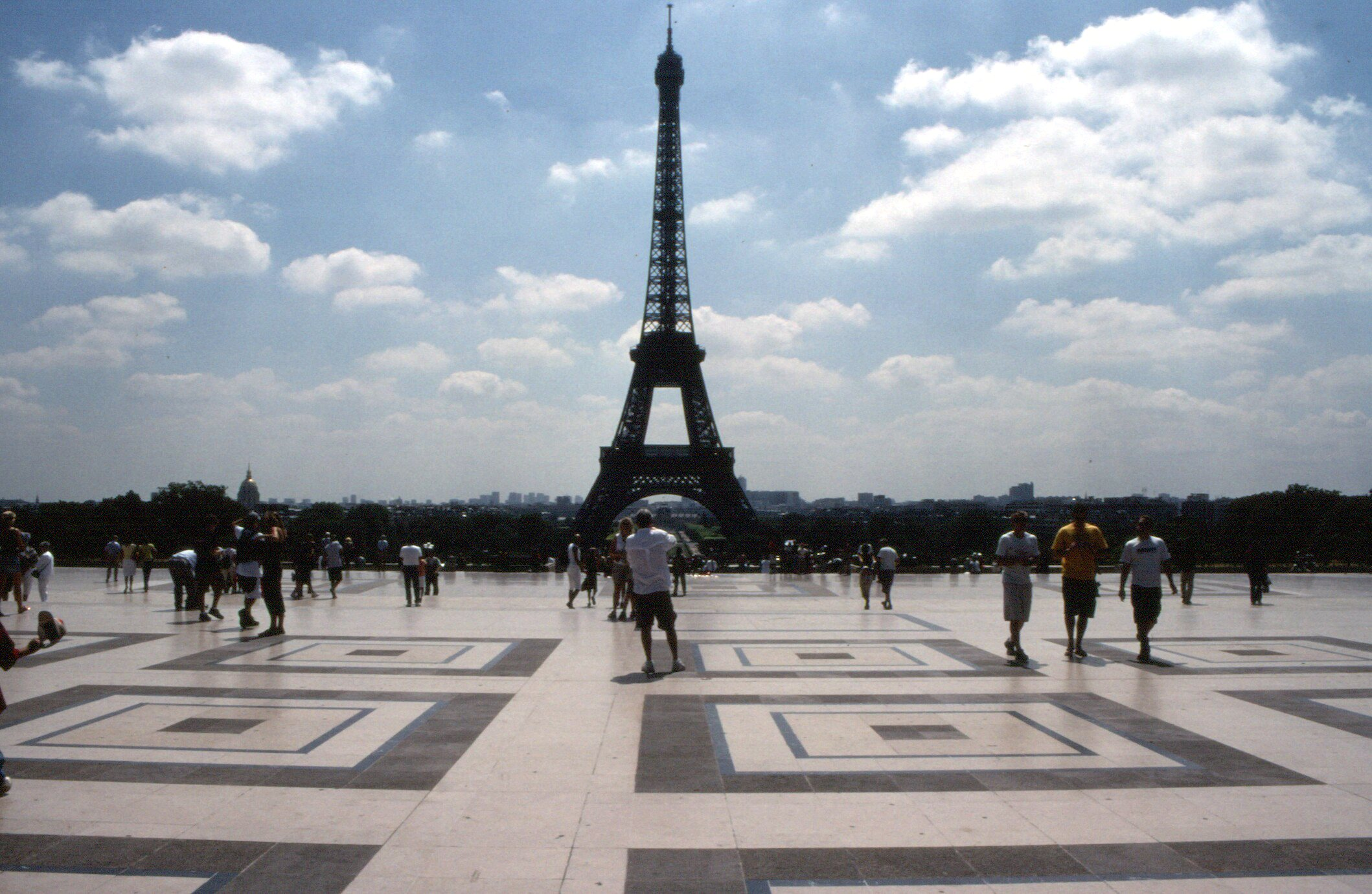
Esplanade du Trocadéro.

Entre-temps, Walker rencontre Erica Sloane sur l'esplanade du Trocadéro et la convainc que Hunt, ne supportant plus d'être si souvent remis en cause, a basculé du côté obscur et qu'il est en réalité John Lark, affirmant que la personne qu'ils ont abattu au Grand Palais n'était que la doublure de Hunt, qu'il a fait tuer devant témoin pour pouvoir ensuite endosser cette identité et reprendre ses activités terroristes avec la bénédiction du gouvernement américain. Sloane décide qu'il faut le laisser livrer Solomon Lane aux Apôtres afin de récupérer le plutonium.
Le lendemain matin, Lane est amené, enchaîné, en hélicoptère au sommet du ministère des Finances, dans le quartier de Bercy. Le convoi qui l'amène traverse la Seine par le pont de Bercy, puis descend sur les quais de Seine au niveau du port de la gare où l'attaque du camion et des policiers a lieu. Mais Hunt n'applique pas le plan prévu : il pousse le fourgon dans la Seine et s'enfuit sans tuer aucun policier, tandis que Solomon Lane est récupéré dans l'eau du fleuve par Benji et Luther.

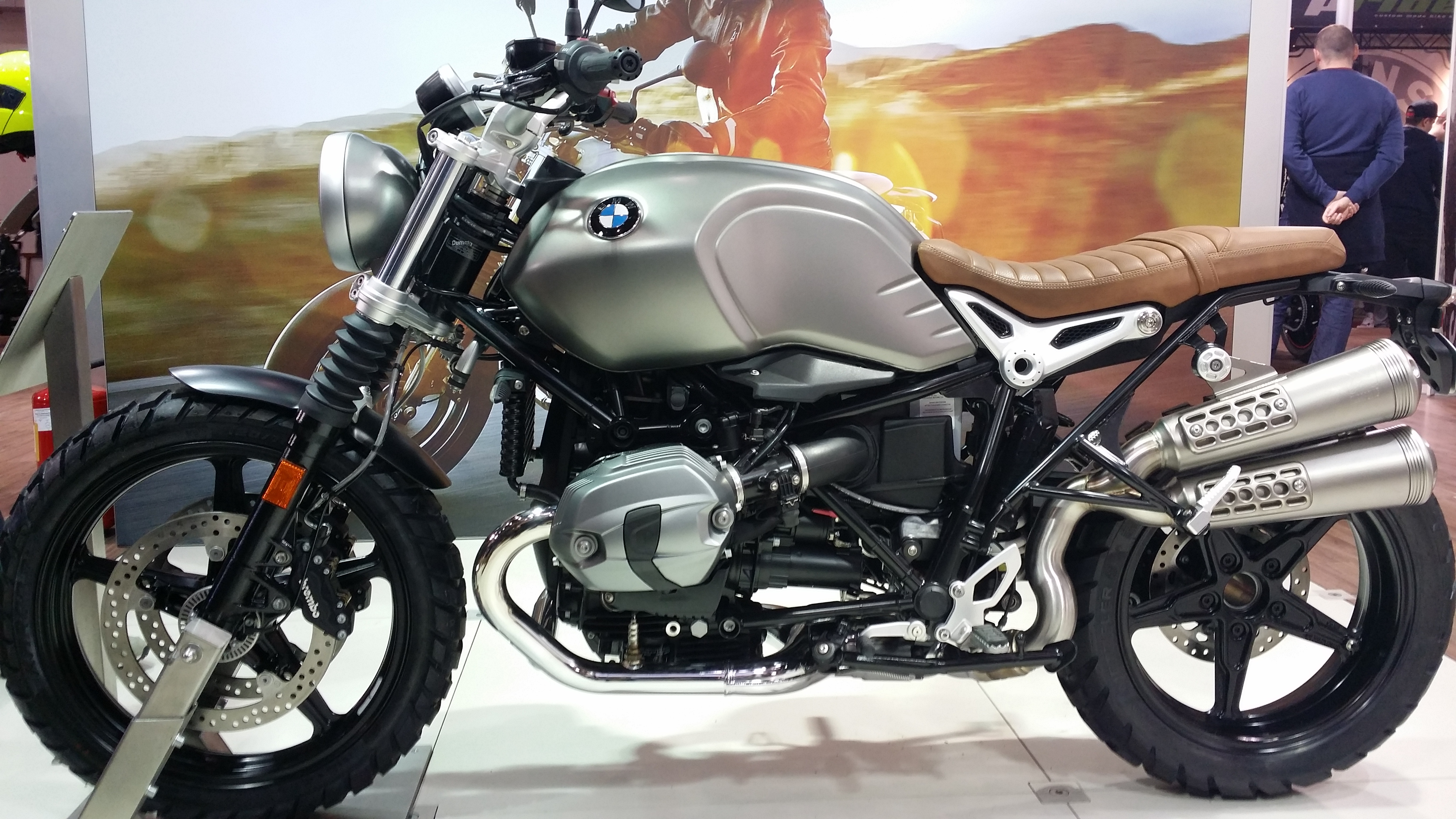
BMW NineT Scrambler utilisé par Hunt à Paris.

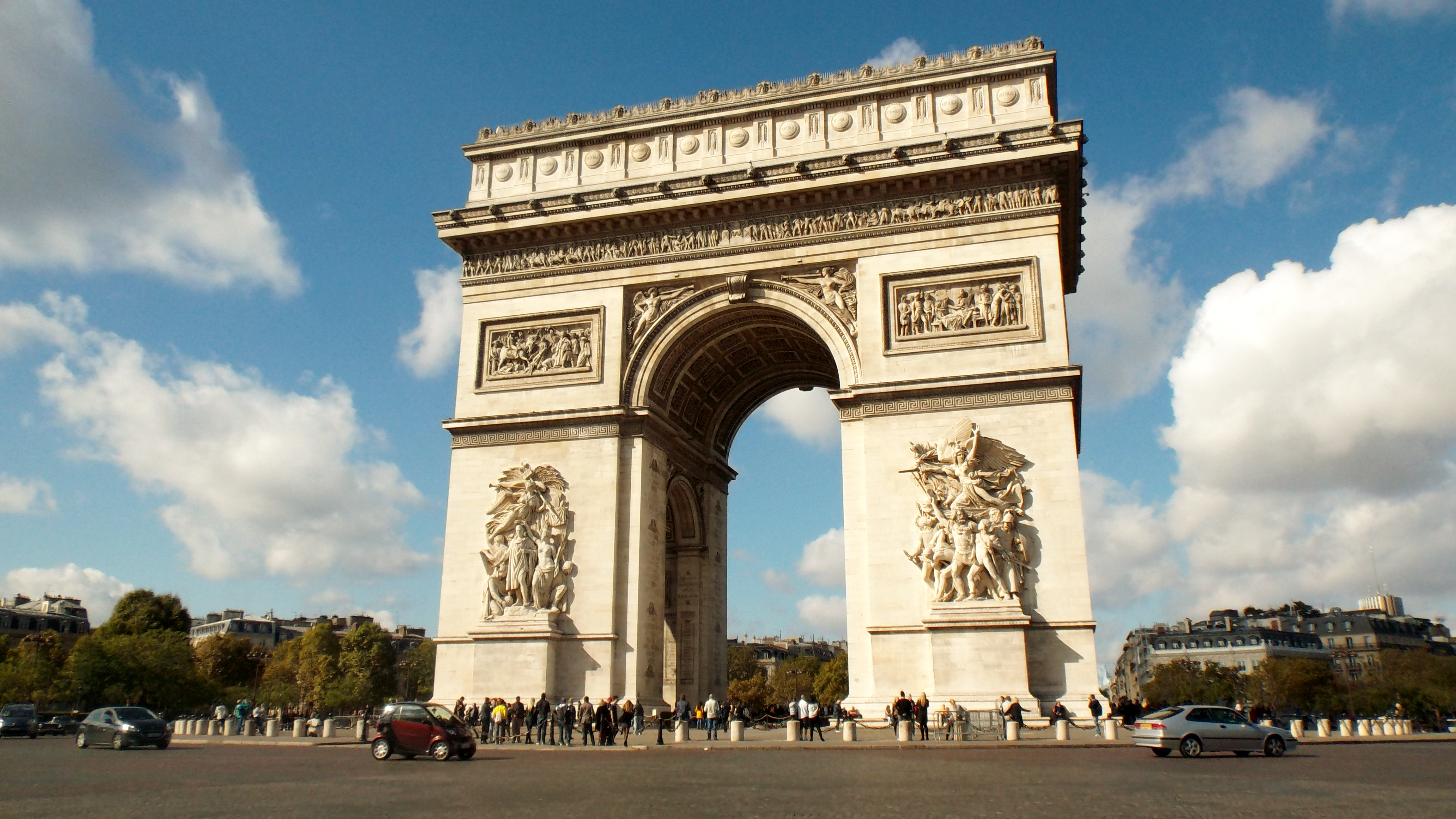
Arc de triomphe de l'Étoile, place Charles-de-Gaulle.

Walker et Hunt dans un camion, puis Hunt seul à moto, sont poursuivis par la police française à travers Paris, du Marais jusqu'au rond-point de la place Charles-de-Gaulle qu'il prend à contre-sens, en passant par l'avenue de l'Opéra. Il finit par sauter dans une bouche d'aération qui le conduit dans la partie couverte du canal Saint-Martin où il est récupéré en bateau par Benji et Luther, qui ont toujours Lane sous leur garde. Alors qu'ils sortent sous la station de métro Passy (incohérence géographique car le canal débouche à la Bastille), ils tombent nez à nez avec une policière, qui est grièvement blessée par les hommes de la Veuve Blanche, lesquels sont eux-mêmes abattus par Hunt alors qu'ils s’apprêtaient à achever l'agent de police.

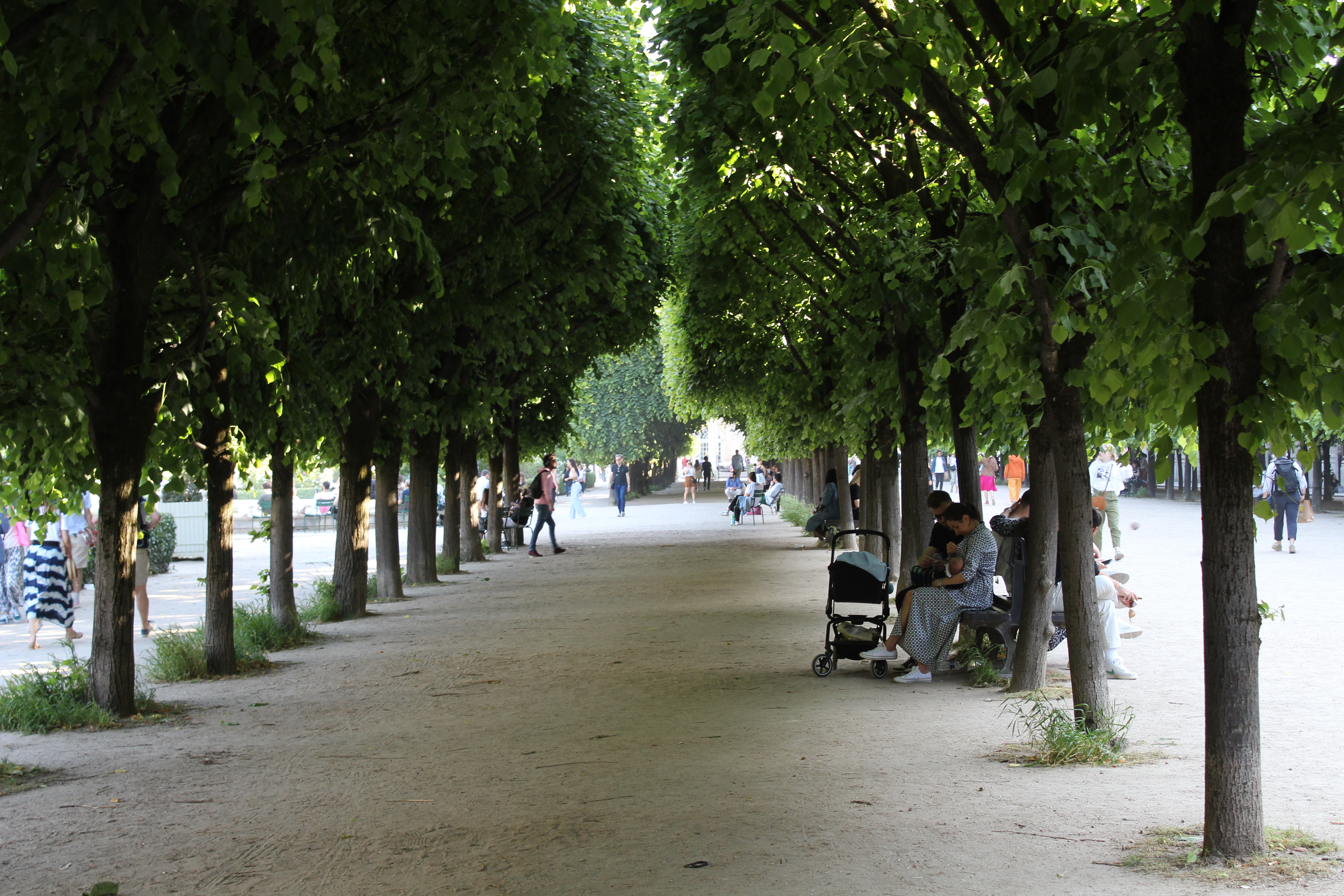
Le jardin du Palais-Royal.

Tandis qu'ils conduisent Solomon dans une voiture, Ilsa arrive à moto et tente en vain d'abattre Lane. Elle retrouve plus tard Hunt dans le jardin du Palais-Royal et lui avoue que le renseignement britannique voulait au départ garder Lane pour lui tout seul, cependant trop de pays réclamaient sa tête pour pouvoir refuser. Mais comme Lane, en tant qu'ancien agent secret du Royaume-Uni, en savait beaucoup trop, le MI6 lui a ordonné de tuer le terroriste afin de retrouver la confiance des services britanniques après deux ans d'infiltration aux côtés de Lane.
À la demande de la Veuve blanche, l'équipe « Mission impossible » et Walker amènent Lane à Londres, où se trouve Alan Hunley. Hunt expose le plan : Benji va prendre le visage de Lane pour aller rencontrer les terroristes, tandis que Walker reste à la base pour garder Lane. Pendant ce temps, Hunley sort un dossier de la CIA qui affirme que Hunt est en vérité John Lark. Hunt réplique que ce dossier est un écran de fumée pour détourner l'attention. Luther et Benji prennent le parti de leur coéquipier face aux lourdes accusations de leur supérieur. Furieux d'être contredit, Hunley révèle que Walker n'est pas un agent de terrain mais un tueur engagé par la CIA pour espionner les activités de Mission Impossible. Ne voulant pas perdre plus de temps, Hunt lui applique une arme incapacitante. Lorsque Walker se retrouve seul avec le captif, il parle avec lui de leur plan commun, qui consiste à récupérer le plutonium et à discréditer Hunt ; or l'homme qui est face à lui avec le visage de Lane est en réalité Benji, et l'équipe « Mission impossible » démontre ainsi que Walker est John Lark, membre du projet terroriste qui a infiltré la CIA.

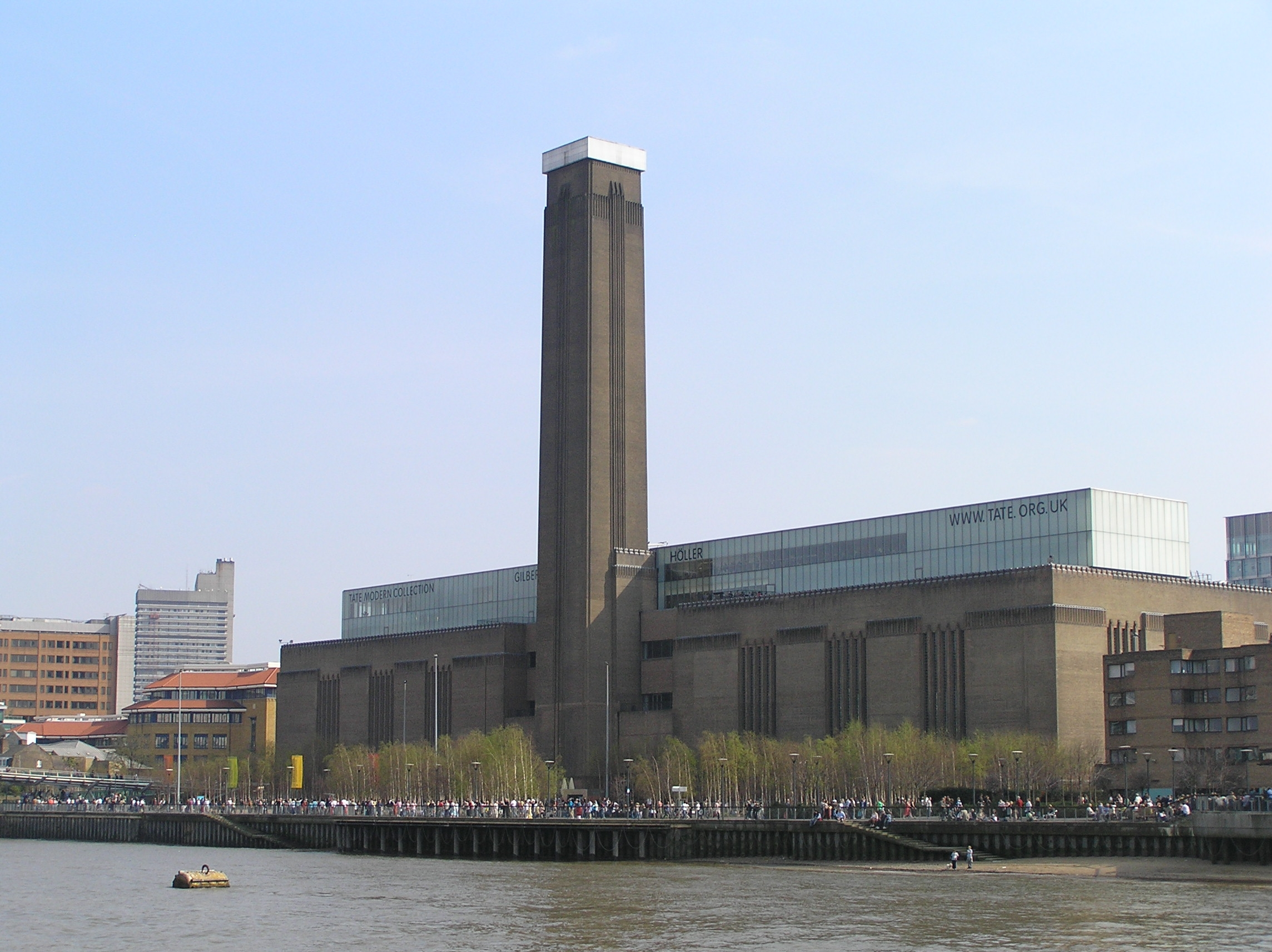
Le Tate Modern.

Mais Sloane n'a plus confiance en Mission Impossible pour retrouver le plutonium et se retourne contre eux ; pire encore, l'équipe qu'elle a envoyée est elle-même infiltrée par les Apôtres, ceux-ci éliminent les agents de la CIA et aident Lane à s'échapper. Walker poignarde mortellement Hunley et s'enfuit, poursuivi par Hunt grâce à un marqueur GPS. Hunt parcourt les toits de Londres, saute par-dessus les rues, traverse la Tamise sur un pont et rejoint Walker à la Tate Modern à l'issue d'une course effrénée. S'accrochant à un ascenseur, il ne parvient pas à arrêter Walker qui part en hélicoptère avec Lane en révélant qu'il sait où est Julia, l'ex-femme de Hunt, que ce dernier a quittée pour reprendre Mission Impossible.
Ayant équipé avant sa fuite Lane d'un marqueur GPS, l'équipe part pour le Cachemire, où Lane et Walker comptent faire exploser deux bombes nucléaires dans le glacier de Siachen qui alimente en eau l'Inde, le Pakistan et la Chine, soit près d'un tiers de l’humanité. Pour les arrêter, Benji établit qu'il est nécessaire d'arrêter les deux bombes restantes en coupant un fil et en désactivant leur détonateur en même temps, mais cette opération est possible seulement après le déclenchement du compte à rebours.
Au Cachemire, ils arrivent dans un camp humanitaire traitant une épidémie de variole déclenchée par les Apôtres, où travaille Julia, en mission humanitaire et qui a été dépêchée sur place par un donateur anonyme. Hunt comprend que Lane a tout prévu pour orchestrer le plus grand échec de Mission Impossible et le plus grand échec personnel de Hunt. Walker lance le compte à rebours de quinze minutes tout en s'enfuyant en hélicoptère. Julia aide Luther à préparer le désamorçage de l'une des deux bombes. L'autre est située dans un chalet où Lane affronte successivement Ilsa et Benji, qui parviennent à le neutraliser et à prendre le contrôle de la seconde bombe.

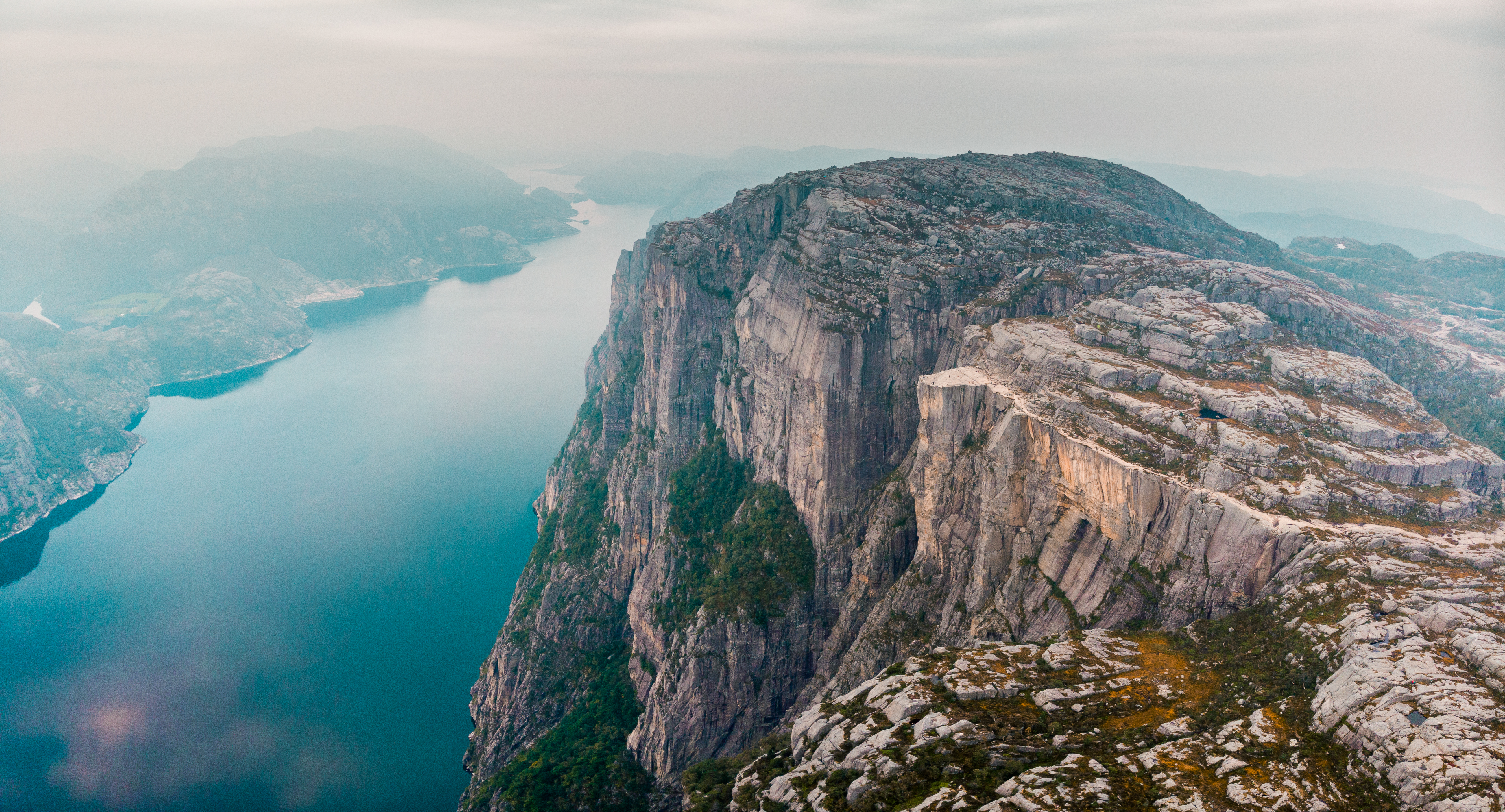
La falaise Preikestolen en Norvège, décor du crash.

Ethan Hunt poursuit Walker à l'aide d'un second hélicoptère afin de récupérer le détonateur. Une longue poursuite à travers les montagnes s'achève par le crash des deux hélicoptères sur le flanc d'une falaise vertigineuse où Hunt se débarrasse définitivement de Walker/Lark. Sans contact radio avec lui, Benji et Luther décident de désamorcer les bombes à la dernière seconde, juste au moment où Hunt vient de désactiver le détonateur.
Les deux bombes au plutonium sont désormais en sécurité. Hunt rapatrié en hélicoptère est soigné par Julia. Il persuade Erica Sloane de remettre Solomon Lane aux services secrets britanniques (via la Veuve blanche) afin de libérer Ilsa de sa dette envers le MI-6.

## Fiche technique
Sauf indication contraire, les informations mentionnées dans cette section peuvent être confirmées par les bases de données cinématographiques IMDb et Allociné,  présentes dans la section « Liens externes ».
- Titre original : Mission: Impossible – Fallout
- Titre français : Mission : Impossible - Fallout
- Titre québécois : Mission : Impossible - Répercussions[1]
- Réalisation : Christopher McQuarrie
- Scénario : Christopher McQuarrie, d'après la série télévisée Mission impossible de Bruce Geller
- Musique : Lorne Balfe, (thème original composé par Lalo Schifrin)
  - Orchestration : Shane Rutherfoord-Jones
  - Montage musical : Cecile Tournesac
- Direction artistique : Matthew Gray, Oliver Hodge, Gary Jopling, Phil Sims et David Weare
- Décors : Peter Wenham
- Costumes : Jeffrey Kurland
- Maquillage : Pascale Bouquière
- Coiffure : Fulvio Pozzobon
- Photographie : Rob Hardy
- Son : Chris Burdon, Gilbert Lake, James Mather, Chris Munro, Mike Prestwood Smith
- Montage : Eddie Hamilton
- Production : J. J. Abrams, Tom Cruise, Christopher McQuarrie et Jake Myers
  - Production exécutive (Norvège) : Per Henry Borch
  - Production déléguée : David Ellison, Dana Goldberg et Don Granger
  - Coproduction : Raphaël Benoliel (Paris) et Tommy Gormley
- Sociétés de production[2] :
  - États-Unis : TC Productions et Bad Robot Productions, présenté par Paramount Pictures et Skydance Productions
  - Chine : en association avec Alibaba Pictures
  - France : avec le soutien de Film France et le Centre national du cinéma et de l'image animée (CNC)[3]
  - Norvège : avec le soutien de Norwegian Incentive Scheme
- Société de distribution : Paramount Pictures (États-Unis, Canada, France) ; China Film Group Corporation (Chine) ; Sony Pictures Releasing (Belgique)
- Budget : 178 millions de $[4],[5]
- Pays de production :  États-Unis[6],[N 2]
- Langues originales : anglais, français
- Format[7] : couleur - 35 mm / Digital - 2,39:1 (Panavision) - son Auro 11.1 (Auro-3D) / DTS (DTS: X) / Dolby Digital / Dolby Atmos / Dolby Surround 7.1 / 12-Track Digital Sound / SDDS
- Format (Version IMAX) : couleur - 70 mm - 1,90:1 - son IMAX 6-Track / Sonics-DDP
- Genre : action, aventure, thriller, espionnage
- Durée : 147 minutes
- Dates de sortie[8] :
  - États-Unis, Québec : 27 juillet 2018[1]
  - France, Belgique, Suisse romande : 1er août 2018[9],[10],[11]
  - Norvège : 3 août 2018
  - Chine : 31 août 2018
- Classification[12] :
  - États-Unis : accord parental recommandé, film déconseillé aux moins de 13 ans (PG-13 - Parents Strongly Cautioned)[N 3]
  - Norvège : 12 ans et plus - les enfants de moins de 12 ans doivent être accompagnés d'un parent ou d'un tuteur âgé de 18 ans ou plus[13]
  - Chine : pas de système
  - France : tous publics[14]
  - Belgique : tous publics (Alle Leeftijden)[10]
  - Suisse romande : interdit aux moins de 12 ans[15]
  - Québec : 13 ans et plus (violence) (13+ / 13 years and over)[1]

## Distribution
- Tom Cruise (VF : Jean-Philippe Puymartin ; VQ : Gilbert Lachance) : Ethan Hunt
- Henry Cavill (VF : Adrien Antoine ; VQ : Patrice Dubois) : August Walker/John Lark
- Ving Rhames (VF : Saïd Amadis ; VQ : Yves Corbeil) : Luther Stickell
- Simon Pegg (VF : Cédric Dumond ; VQ : Frédéric Desager) : Benjamin « Benji » Dunn
- Rebecca Ferguson (VF : Ingrid Donnadieu ; VQ : Laurence Dauphinais) : Ilsa Faust
- Sean Harris (VF : Yann Guillemot ; VQ : Louis-Philippe Dandenault) : Solomon Lane
- Angela Bassett (VF : Maïk Darah ; VQ : Claudine Chatel) : Erika Sloane, directrice de la CIA
- Vanessa Kirby (VF : Julia Faure ; VQ : Ariane-Li Simard-Côté) : Alanna Mitsopolis / la Veuve Blanche
- Michelle Monaghan (VF : Charlotte Marin ; VQ : Geneviève Désilets) : Julia Meade-Hunt
- Wes Bentley (VF : Damien Boisseau ; VQ : Adrien Bletton) : Erik
- Frederick Schmidt (VF : Gilduin Tissier ; VQ : Frédérik Zacharek) : Zola Mitsopolis
- Alec Baldwin (VF : Bernard Lanneau ; VQ : Marc Bellier) : Alan Hunley, secrétaire à la Défense
- Liang Yang : le faux John Lark
- Kristoffer Joner (VF : Yann Sundberg ; VQ : Alexandre Fortin) : Nils Debruuk
- Wolf Blitzer (VQ : Jean-François Blanchard) : lui-même
- Alix Bénézech (VF : elle-même) : une policière française
- Joey Ansah : un homme de main de Zola
- Caspar Phillipson : l'Européen
- Vincent Latorre : un jeune dans les toilettes du Grand Palais à Paris

 Source et légende : version française (VF) sur RS Doublage / version québécoise (VQ) sur Doublage.qc.ca

## Production

### Développement
Le 23 mai 2015, alors que le cinquième film de la saga n'est pas encore en salles, il est annoncé que Paramount Pictures prépare déjà un sixième épisode, toujours produit par Tom Cruise, J. J. Abrams, David Ellison mais également par Dana Goldberg pour Bad Robot Productions et Skydance Productions.
Quelques mois après, en juillet 2015, lors de la promotion de Mission impossible : Rogue Nation, Tom Cruise confirme la rumeur à Jon Stewart sur le plateau de The Daily Show et prévoit le tournage pour l'été 2016.
En novembre 2015, Paramount Pictures annonce que Christopher McQuarrie écrira le scénario du sixième épisode, après avoir rédigé celui de Mission impossible : Rogue Nation qu'il a aussi réalisé. Quelques jours après, le scénariste annonce sur Twitter qu'il fera également son retour derrière la caméra pour réaliser le sixième film de la saga, signant sa troisième collaboration avec Tom Cruise après Jack Reacher et Mission impossible : Rogue Nation.
En août 2016, The Hollywood Reporter déclare que la préproduction du film est arrêtée notamment à cause d'un conflit entre Tom Cruise et le studio, le premier demandant un salaire égal ou plus élevé que celui qu'il a reçu pour La Momie, chèrement payé par un autre studio concurrent, Universal Pictures. Cette dispute concernant sa demande d'augmentation retarde la préparation et le tournage du film, censé commencer cet été-là. Le mois suivant, le problème entre l'acteur et la Paramount Pictures est résolu et la production reprend au printemps 2017.
McQuarrie annonce que le sixième volet sera différent des précédents, explorant le passé et la vie personnelle d'Ethan Hunt. Il indique avoir choisi de tourner à Paris après les attentats de novembre 2015, afin de montrer la beauté de la ville.

### Attribution des rôles

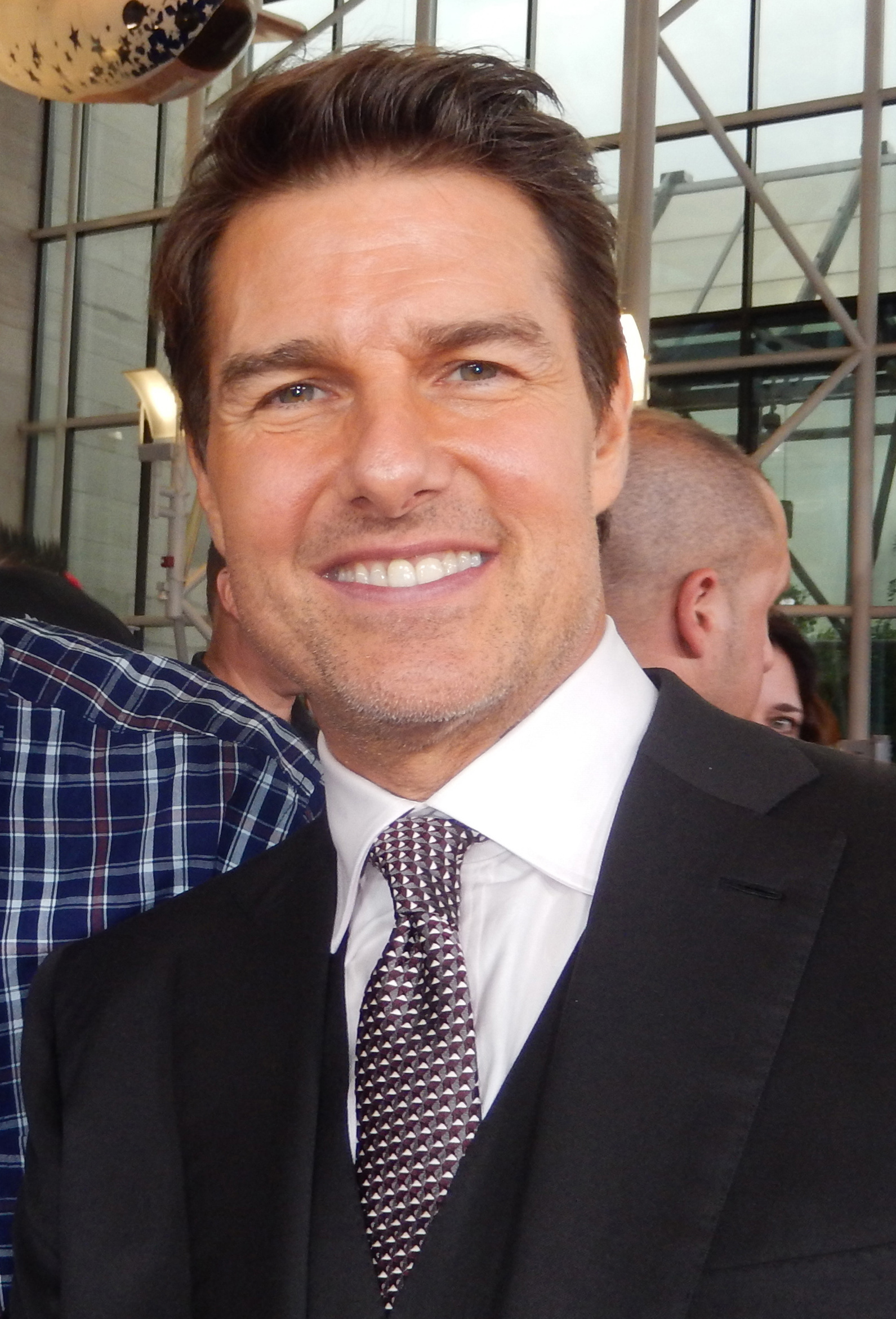
L'acteur et producteur Tom Cruise durant la promotion du film, en juillet 2018.

Bien avant le conflit entre Tom Cruise et le studio, en décembre 2015, il est annoncé que Rebecca Ferguson, qui incarne le mystérieux personnage féminin Ilsa Faust dans le cinquième film, reprendra son rôle.
Un an et demi après, le film s'annonce comme une suite directe, le retour de la plupart des acteurs et leurs personnages de Mission impossible : Rogue Nation est confirmé : les acolytes Benji Dunn et Luther Stickell, incarnés par Simon Pegg et Ving Rhames, le ministre de la Défense Alan Hunley, joué par Alec Baldwin et l'antagoniste Solomon Lane, interprété par Sean Harris.
Seul Jeremy Renner, alias William Brandt dans les épisodes 4 et 5, ne fera pas son retour, occupé par le long tournage simultané d'Avengers: Infinity War et Avengers: Endgame dans lesquels il incarne le super-héros Clint Barton / Hawkeye, rumeur confirmée au CinemaCon.
Parmi les nouveaux venus, l'actrice Vanessa Kirby, plus connue pour la série The Crown, diffusée par Netflix, les rejoint début mars 2017, suivie de Henry Cavill et de Sian Brooke, interprète de la sœur de Sherlock Holmes dans la série britannique Sherlock.
En avril 2017, Frederick Schmidt, révélé entre autres par la série télévisée Supergirl, complète le casting, aussitôt rejoint par Angela Bassett dans le rôle de la directrice de la CIA.
Deux mois plus tard, le 14 juin, il est annoncé que l'actrice Michelle Monaghan, la femme d'Ethan Hunt dans Mission impossible 3 et Mission impossible : Protocole Fantôme, fait son retour dans la saga après avoir été absente du cinquième film.
Début juillet, Alix Bénézech, vue notamment dans Camping 3, étoffe le casting le temps d'une courte scène. Il s'agit de la troisième actrice française à faire partie de la saga, après Emmanuelle Béart dans Mission impossible et Léa Seydoux dans Mission impossible : Protocole fantôme.

### Tournage

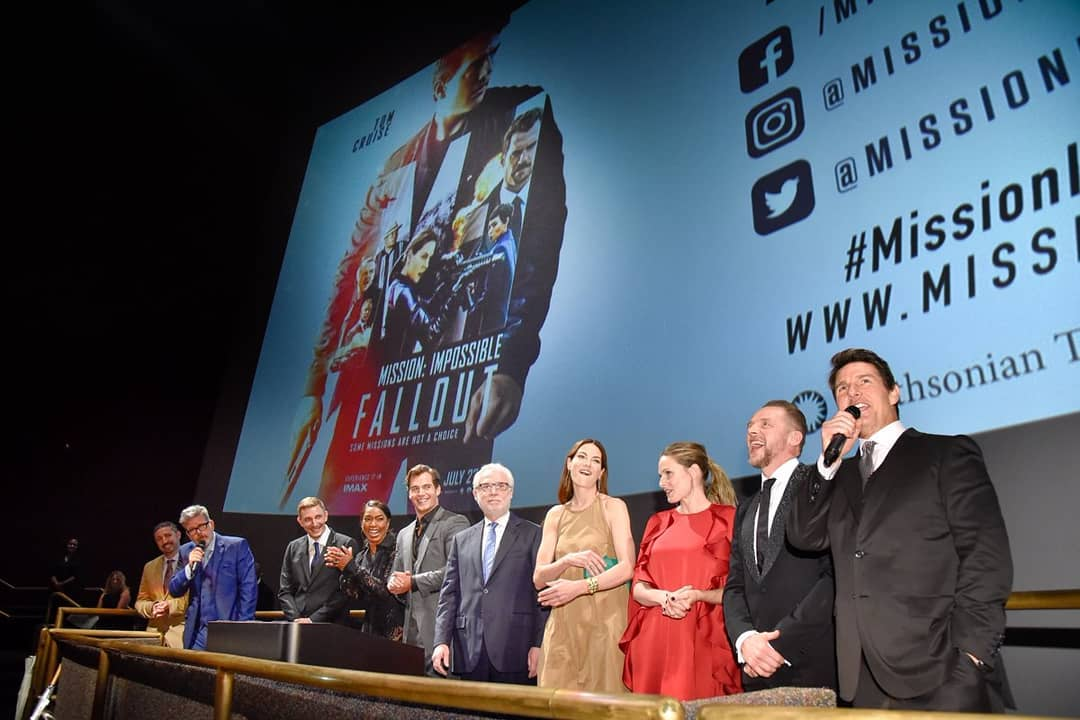
L'équipe complète du film à une projection, en juillet 2018.

Le tournage commence à Paris en avril 2017. Il est annoncé que Tom Cruise doit notamment tourner une scène sur l'héliport du ministère de l'Économie et des Finances, et également place de la République-de-Panama et à l'angle de la rue Albert-de-Lapparent et de l'avenue de Saxe,. Les cascades en voiture se font à l'aide de plusieurs BMW série 5 type E28 conduites par Tom Cruise en personne. Une séquence est également tournée dans l'enceinte du Grand Palais. Dans un communiqué de presse, la ville de Paris se félicite des retombées économiques pour la capitale en évoquant « l'embauche de plus de 300 techniciens français, d’importantes dépenses d’hébergement, et un surcroît d’activité pour les prestataires techniques de la filière cinématographique (loueurs de matériel, effets spéciaux). Environ 25 millions d’euros seront ainsi dépensés sur le territoire parisien. » Le tournage parisien s'achève fin mai 2017, après 35 jours. Le réalisateur explique avoir voulu passer un long moment dans la capitale française, contrairement aux précédents films de la saga qui multipliaient les lieux de tournage : « Contrairement au précédent film, j'étais déterminé sur celui-ci à passer plus de temps dans un seul endroit. J'ai revu le premier film et je me suis rendu compte qu'ils étaient à Prague pendant la première moitié du film. Alors j'ai décidé de freiner un peu le côté globe-trotter. Je crois que dans Rogue Nation, nous aurions pu être dans six pays durant les dix premières minutes du film ».
Le tournage se poursuit en Nouvelle-Zélande, à Londres (notamment aux studios Pinewood) et en Inde. En août, Tom Cruise se blesse lors du tournage d'une cascade à Londres : attaché à un fil de sécurité il n'a pas réussi à se poser comme prévu sur un bâtiment et se casse la cheville lors de la quatrième prise de la cascade. Néanmoins, même si sa blessure entraîne un arrêt momentané du tournage de huit à neuf semaines, Christopher McQuarrie assure que celle-ci n'affectera pas la date de sortie du film. Le réalisateur précise d'ailleurs qu'il profitera de cette « pause » pour commencer la post-production du film et qu'il essayera que cette prise soit dans le montage final du film afin de rendre la scène plus authentique : « Il faut juste réarranger l'ordre dans lequel nous comptions faire certaines des choses du film. Cela nous offre la possibilité de nous plonger dans la phase de montage pour voir ce que nous avons tourné et repenser le long métrage, ce qui est un luxe que nous n'avons jamais car nous sommes dans un train qui ne s'arrête pas. […] Nous avons déjà tourné une énorme partie du film, donc nous allons prendre une grosse tranche de post-production et l'avancer dans notre planning. Ensuite nous reprendrons le tournage une fois l'interruption terminée, ce qui ne peut que bénéficier au film. C'est similaire à des situations que j'ai connues sur d'autres longs métrages et où, pour quelque raison que ce soit, vous faites une pause qui vous permet de revoir votre copie comme vous n'auriez pas pu le faire sinon. La leçon que j'ai apprise sur Walkyrie, qui a connu son lot de difficultés pendant le tournage, c'est que « le désastre est une opportunité d'exceller » », explique Christopher McQuarrie.
Après son accident, Tom Cruise reprend le tournage début octobre 2017.
Le film est tourné en caméra IMAX (70 mm), IMAX 3D (1,90:1) et le premier opus de la saga a été développé en RealD 3D (en) et un son Dolby Surround 7.1
Lieux de tournage
- Pinewood Studios, Iver Heath,  Angleterre
- Warner Bros. Studios Leavesden, Watford,  Angleterre
- Londres,  Angleterre
  - Cathédrale Saint-Paul de Londres
  - Paternoster Square
  - Tate Modern
  - Gare de Blackfriars
  - RAF Brize Norton
- Paris,  France
  - Palais-Royal
  - Grand Palais
  - Hôtel de Soubise (musée des Archives nationales)
  - Arc de triomphe de l'Étoile
  - Canal Saint-Martin
  - Esplanade du Trocadéro
  - Hélistation du ministère des finances
- Queenstown et Milford Sound,  Nouvelle-Zélande
- Preikestolen et Forsand,  Norvège[47]
- Abu Dhabi,  Émirats arabes unis (saut en parachute HALO)
- Inde

### Musique
Bandes originales de Mission impossible
Mission impossible : Rogue Nation
(2015)
La musique du film est composée par Lorne Balfe. Il succède à Joe Kraemer.
Jack Trammell a sorti une version remixée de la célèbre musique d'entrée du film Mission Impossible Theme de Lalo Schifrin le 5 février 2018.
| Liste des titres | Liste des titres               | Liste des titres | Liste des titres | Liste des titres | Liste des titres | Liste des titres | Liste des titres | Liste des titres | Liste des titres |
| No               | Titre                          | Durée            |                  |                  |                  |                  |                  |                  |                  |
| ---------------- | ------------------------------ | ---------------- | ---------------- | ---------------- | ---------------- | ---------------- | ---------------- | ---------------- | ---------------- |
| 1.               | A Storm is Coming              | 1:12             |                  |                  |                  |                  |                  |                  |                  |
| 2.               | Your Mission                   | 2:14             |                  |                  |                  |                  |                  |                  |                  |
| 3.               | Should You Choose to Accept... | 2:34             |                  |                  |                  |                  |                  |                  |                  |
| 4.               | The Manifesto                  | 1:44             |                  |                  |                  |                  |                  |                  |                  |
| 5.               | Good Evening, Mr. Hunt         | 4:19             |                  |                  |                  |                  |                  |                  |                  |
| 6.               | Change of Plan                 | 5:47             |                  |                  |                  |                  |                  |                  |                  |
| 7.               | A Terrible Choice              | 2:54             |                  |                  |                  |                  |                  |                  |                  |
| 8.               | Fallout                        | 1:30             |                  |                  |                  |                  |                  |                  |                  |
| 9.               | Stairs and Rooftops            | 6:00             |                  |                  |                  |                  |                  |                  |                  |
| 10.              | No Hard Feelings               | 4:20             |                  |                  |                  |                  |                  |                  |                  |
| 11.              | Free Fall                      | 4:14             |                  |                  |                  |                  |                  |                  |                  |
| 12.              | The White Widow                | 4:42             |                  |                  |                  |                  |                  |                  |                  |
| 13.              | I Am the Storm                 | 2:07             |                  |                  |                  |                  |                  |                  |                  |
| 14.              | The Exchange                   | 5:54             |                  |                  |                  |                  |                  |                  |                  |
| 15.              | Steps Ahead                    | 1:02             |                  |                  |                  |                  |                  |                  |                  |
| 16.              | Escape Through Paris           | 5:05             |                  |                  |                  |                  |                  |                  |                  |
| 17.              | We Are Never Free              | 6:57             |                  |                  |                  |                  |                  |                  |                  |
| 18.              | Kashmir                        | 4:29             |                  |                  |                  |                  |                  |                  |                  |
| 19.              | Fate Whispers to the Warrior   | 3:54             |                  |                  |                  |                  |                  |                  |                  |
| 20.              | And the Warrior Whispers Back  | 3:56             |                  |                  |                  |                  |                  |                  |                  |
| 21.              | Unfinished Business            | 1:49             |                  |                  |                  |                  |                  |                  |                  |
| 22.              | Scalpel and Hammer             | 5:10             |                  |                  |                  |                  |                  |                  |                  |
| 23.              | The Syndicate                  | 6:00             |                  |                  |                  |                  |                  |                  |                  |
| 24.              | Cutting on One                 | 3:42             |                  |                  |                  |                  |                  |                  |                  |
| 25.              | The Last Resort                | 2:55             |                  |                  |                  |                  |                  |                  |                  |
| 26.              | Mission: Accomplished          | 1:15             |                  |                  |                  |                  |                  |                  |                  |
| 1:35:45          |                                |                  |                  |                  |                  |                  |                  |                  |                  |

## Accueil

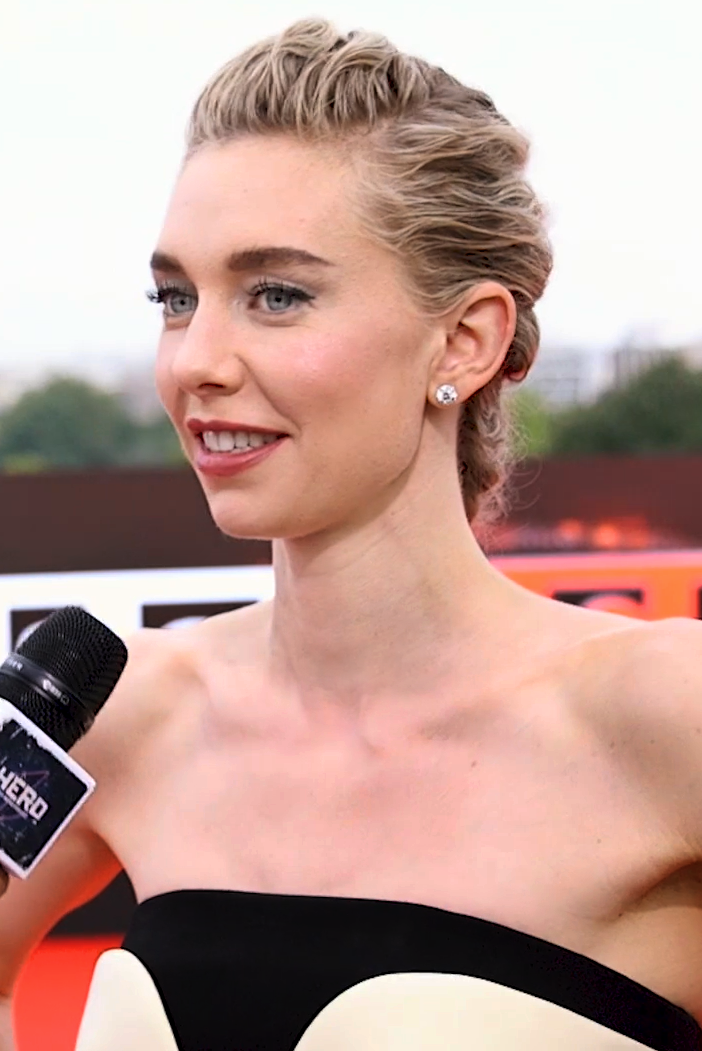
Vanessa Kirby (la Veuve Blanche) interviewée à Paris en 2018.

### Accueil critique
Le film a été dans l’ensemble très bien reçu par la critique, cumulant une note moyenne de 4.2⁄5 sur le site Internet Allociné, de 8,2⁄10 sur IMDb et de 97 % sur Rotten Tomatoes, ce qui fait de Fallout le film le mieux noté de la franchise, détrônant Mission impossible : Protocole Fantôme.
La presse française a été majoritairement convaincue par le film. Pour Le Parisien, « Le résultat à l’écran n’en est que plus époustouflant, faisant de ce sixième volet de la saga l’un des meilleurs, et sans doute aussi le plus violent. ». Moins convaincu, Télérama semble critiquer le manque de légèreté : « Après les très réussis Protocole Fantôme (2011) et Rogue Nation (2015), Fallout semble trop long, trop compliqué, trop sentimental et, surtout, trop grave : pourquoi si peu d’humour ? »

### Box-office
Le film a fait un excellent démarrage à sa sortie, détrônant les autres films au box-office en réalisant le meilleur démarrage de la franchise. Le 9 septembre 2018, il devient officiellement le plus gros succès international de la saga, mais semble connaître en France un succès inférieur à celui des épisodes 1 et 2 (plus de 4 millions d'entrées), bien qu'il progresse par rapport à Rogue Nation (2,8 millions d'entrées) du même réalisateur. En Chine, Fallout connaît aussi un succès notable, avec 137,7 millions de dollars de recette en dix jours (181,2 millions de dollars au total).
| Pays ou région            | Box-office                                     | Date d'arrêt du box-office | Nombre de semaines |
| ------------------------- | ---------------------------------------------- | -------------------------- | ------------------ |
| États-Unis (1er week-end) | 61 236 534 $                                   | du 27 au 29 juillet 2018   | -                  |
| États-Unis Canada         | 220 159 104 $                                  | 18 octobre 2018            | 12                 |
| États-Unis                | 24 166 000 entrées (Approx.)                   | -                          | -                  |
| Chine                     | 181 184 137 $                                  | 30 septembre 2018          | 5                  |
| Norvège                   | 6 211 744 $                                    | 28 octobre 2018            | 13                 |
| Royaume-Uni               | 31 130 245 $                                   | 2 décembre 2018            | 19                 |
| France Paris              | 27 074 624 $ 3 010 246 entrées 819 810 entrées | 14 octobre 2018            | 11                 |
| Total hors États-Unis     | 570 956 000 $                                  | 18 octobre 2018            | 12                 |
| Total mondial             | 791 115 104 $                                  | 18 octobre 2018            | 12                 |

## Distinctions
Source : Internet Movie Database et Allociné

### 2018
| Distinctions 2018 du film Mission : Impossible - Fallout | Distinctions 2018 du film Mission : Impossible - Fallout    | Distinctions 2018 du film Mission : Impossible - Fallout | Distinctions 2018 du film Mission : Impossible - Fallout | Distinctions 2018 du film Mission : Impossible - Fallout |
| Évènements                                               | Catégorie / Récompense                                      | Nommé(es) / Lauréat(es)                                  | Résultats                                                |                                                          |
| -------------------------------------------------------- | ----------------------------------------------------------- | -------------------------------------------------------- | -------------------------------------------------------- | -------------------------------------------------------- |
| Chicago Film Critics Association                         | Meilleure utilisation des effets visuels                    | Mission : Impossible - Fallout                           | Nomination                                               |                                                          |
| Golden Schmoes Awards                                    | Golden Schmoes de la meilleure séquence d'action de l'année | combat dans la salle de bain                             | Lauréat                                                  |                                                          |
| Golden Schmoes Awards                                    | Meilleure séquence d'action de l'année                      | poursuite en hélicoptère                                 | Nomination                                               |                                                          |
| Golden Schmoes Awards                                    | Personnage le plus cool de l'année                          | Ethan Hunt                                               | Nomination                                               |                                                          |
| Golden Schmoes Awards                                    | Film préféré de l'année                                     | Mission : Impossible - Fallout                           | Nomination                                               |                                                          |
| Golden Schmoes Awards                                    | Meilleure bande-annonce de l'année                          | Mission : Impossible - Fallout                           | Nomination                                               |                                                          |
| Golden Schmoes Awards                                    | Meilleur DVD / Blu-Ray de l'année                           | Mission : Impossible - Fallout                           | Nomination                                               |                                                          |
| Golden Trailer Awards                                    | Meilleur blockbuster de l'été 2018                          | Paramount Pictures et The Ant Farm                       | Nomination                                               |                                                          |
| Hollywood Critics Association Midseason Awards           | Film le plus attendu                                        | Mission : Impossible - Fallout                           | Nomination                                               |                                                          |
| Hollywood Professional Association Awards                | Meilleur montage pour un long métrage                       | Eddie Hamilton                                           | Nomination                                               |                                                          |
| IGN Summer Movie Awards                                  | IGN Award du meilleur film d'action                         | Mission : Impossible - Fallout                           | Lauréat                                                  |                                                          |
| Las Vegas Film Critics Society                           | Sierra Award du meilleur film d'action                      | Mission : Impossible - Fallout                           | Lauréat                                                  |                                                          |
| Los Angeles Online Film Critics Society Awards           | LAOFCS Award du meilleur film d'action                      | Mission : Impossible - Fallout                           | Lauréat                                                  |                                                          |
| Los Angeles Online Film Critics Society Awards           | LAOFCS Award du meilleur travail de cascade                 | Mission : Impossible - Fallout                           | Lauréat                                                  |                                                          |
| Los Angeles Online Film Critics Society Awards           | Meilleur blockbuster                                        | Mission : Impossible - Fallout                           | Nomination                                               |                                                          |
| Los Angeles Online Film Critics Society Awards           | Meilleurs effets visuels                                    | Mission : Impossible - Fallout                           | Nomination                                               |                                                          |
| Phoenix Critics Circle                                   | Prix spécial pour la réalisation                            | Mission : Impossible - Fallout                           | Lauréat                                                  |                                                          |
| San Francisco Film Critics Circle                        | Meilleur montage de film                                    | Eddie Hamilton                                           | Nomination                                               |                                                          |
| Seattle Film Critics Association                         | SFCA Award du meilleur montage de film                      | Eddie Hamilton                                           | Lauréat                                                  |                                                          |
| Seattle Film Critics Association                         | SFCA Award des meilleurs effets visuels                     | Jody Johnson                                             | Lauréat                                                  |                                                          |
| Seattle Film Critics Association                         | Meilleur film                                               | Mission : Impossible - Fallout                           | Nomination                                               |                                                          |
| Seattle Film Critics Association                         | Meilleure photographie                                      | Rob Hardy                                                | Nomination                                               |                                                          |
| Seattle Film Critics Association                         | Meilleure musique de film                                   | Lorne Balfe                                              | Nomination                                               |                                                          |
| St. Louis Film Critics Association                       | SLFCA Award du meilleur film d'action                       | Mission : Impossible - Fallout                           | Lauréat                                                  |                                                          |

### 2019
| Distinctions 2019 du film Mission : Impossible - Fallout             | Distinctions 2019 du film Mission : Impossible - Fallout                                                  | Distinctions 2019 du film Mission : Impossible - Fallout | Distinctions 2019 du film Mission : Impossible - Fallout | Distinctions 2019 du film Mission : Impossible - Fallout |
| Évènements                                                           | Catégorie / Récompense                                                                                    | Nommé(es) / Lauréat(es) | Résultats                                                |                                                          |
| -------------------------------------------------------------------- | --- | --- | -------------------------------------------------------- | -------------------------------------------------------- |
| Academy of Science Fiction, Fantasy and Horror Films - Saturn Awards | Saturn Award du meilleur film d'action ou d'aventure                                                      | Mission : Impossible - Fallout | Lauréat                                                  |                                                          |
| Academy of Science Fiction, Fantasy and Horror Films - Saturn Awards | Meilleur acteur                                                                                           | Tom Cruise | Nomination                                               |                                                          |
| Academy of Science Fiction, Fantasy and Horror Films - Saturn Awards | Meilleur scénario                                                                                         | Christopher McQuarrie | Nomination                                               |                                                          |
| Academy of Science Fiction, Fantasy and Horror Films - Saturn Awards | Meilleurs effets spéciaux                                                                                 | Andrew Booth, Neil Corbould, Huw J. Evans et Jody Johnson | Nomination                                               |                                                          |
| Alliance of Women Film Journalists                                   | EDA Special Mention Awards de la plus flagrante différence d'âge entre le personnage principal et l'aimée | Tom Cruise et Rebecca Ferguson | Lauréat                                                  |                                                          |
| Art Directors Guild                                                  | Meilleurs décors dans un film contemporain                                                                | Jille Azis, Mark Lambert Bristol, Alex Caldow, Adam Faux, Matt Gray, Oliver Hodge, Tara Ilsley, Peter James, Gary Jopling, Steven Lawrence, Simon McGuire, Alan Payne, Chris Rosewarne, Lisa Royle, Claire Shakespeare, Phil Sims, Ken Turner, Dan Walker, Peter Wenham, Candice White et Thierry Zemmour | Nomination                                               |                                                          |
| Austin Film Critics Association                                      | Meilleures cascades                                                                                       | Mission : Impossible - Fallout | Lauréat                                                  |                                                          |
| Awards Circuit Community Awards (ACCA)                               | Meilleure équipe de cascadeurs                                                                            | Wade Eastwood | Nomination                                               |                                                          |
| Awards of the Japanese Academy                                       | Meilleur film étranger                                                                                    | Mission : Impossible - Fallout | Nomination                                               |                                                          |
| British Academy Film and Television Arts Awards                      | Meilleur son                                                                                              | Gilbert Lake, James Mather, Chris Munro et Mike Prestwood Smith | Nomination                                               |                                                          |
| CinEuphoria Awards                                                   | Prix du public du meilleur acteur dans un second rôle                                                     | Henry Cavill | Lauréat                                                  |                                                          |
| CinEuphoria Awards                                                   | Meilleur son / effets sonores - Compétition internationale                                                | Gilbert Lake, James Mather, Chris Munro et Mike Prestwood Smith | Nomination                                               |                                                          |
| Critics' Choice Movie Awards                                         | Meilleur film d'action                                                                                    | Mission : Impossible - Fallout | Lauréat                                                  |                                                          |
| Critics' Choice Movie Awards                                         | Meilleurs effets visuels                                                                                  | Mission : Impossible - Fallout | Nomination                                               |                                                          |
| Denver Film Critics Society                                          | Meilleurs effets visuels                                                                                  | Mission : Impossible - Fallout | Nomination                                               |                                                          |
| Golden Trailer Awards                                                | Golden Trailer de la meilleure bande-annonce de film d’action à domicile                                  | Paramount Pictures, Aspect | Lauréat                                                  |                                                          |
| Golden Trailer Awards                                                | Meilleure bande-annonce d'un film d’action                                                                | Paramount Pictures, Ignition Films | Nomination                                               |                                                          |
| Golden Trailer Awards                                                | Meilleure affiche d’un film d'action                                                                      | Mission : Impossible - Fallout | Nomination                                               |                                                          |
| Hawaii Film Critics Society                                          | Meilleures cascades                                                                                       | Mission : Impossible - Fallout | Lauréat                                                  |                                                          |
| Hawaii Film Critics Society                                          | Meilleur montage                                                                                          | Eddie Hamilton | Nomination                                               |                                                          |
| Houston Film Critics Society Awards                                  | Meilleurs effets visuels                                                                                  | Mission : Impossible - Fallout | Nomination                                               |                                                          |
| International Film Music Critics Award (IFMCA)                       | Meilleure musique originale pour un film d'action / aventure / thriller                                   | Lorne Balfe | Nomination                                               |                                                          |
| International Motor Film Awards                                      | Meilleure photographie                                                                                    | Rob Hardy | Lauréat                                                  |                                                          |
| International Motor Film Awards                                      | Meilleures cascades                                                                                       | Scott Armstrong et Wade Eastwood | Lauréat                                                  |                                                          |
| International Motor Film Awards                                      | Meilleur long métrage dramatique                                                                          | Christopher McQuarrie | Nomination                                               |                                                          |
| International Online Cinema Awards (INOCA)                           | Meilleur montage sonore                                                                                   | James Mather | Nomination                                               |                                                          |
| Latino Entertainment Journalists Association Film Awards             | Meilleures cascades                                                                                       | Wade Eastwood | Lauréat                                                  |                                                          |
| Location Managers Guild International Awards (LMGI)                  | Lieux exceptionnels dans un film contemporain                                                             | Ben Piltz et David Campbell-Bell | Lauréat                                                  |                                                          |
| Location Managers Guild International Awards (LMGI)                  | Commission cinématographique exceptionnelle                                                               | Kj Jennings | Lauréat                                                  |                                                          |
| London Critics Circle Film Awards                                    | Meilleure réussite technique de l'année                                                                   | Wade Eastwood | Nomination                                               |                                                          |
| Motion Picture Sound Editors                                         | Meilleur montage des dialogues et doublages dans un film                                                  | James Mather et Simon Chase | Nomination                                               |                                                          |
| Motion Picture Sound Editors                                         | Meilleur montage de musique dans un film                                                                  | Cecile Tournesac | Nomination                                               |                                                          |
| Motion Picture Sound Editors                                         | Meilleur montage des effets sonores et bruitages dans un film                                             | Lilly Blazewicz, Peter Burgis, Samir Foco, Zoe Freed, Jed Loughran, David Mackie, James Mather et Ben Meechan | Nomination                                               |                                                          |
| Music City Film Critics' Association Awards                          | Meilleur film d'action                                                                                    | J. J. Abrams, Tom Cruise, Christopher McQuarrie et Jake Myers | Nomination                                               |                                                          |
| North Carolina Film Critics Association                              | Meilleurs effets spéciaux                                                                                 | Mission : Impossible - Fallout | Nomination                                               |                                                          |
| Online Film and Television Association                               | OFTA Film Award de la meilleure coordination de cascades                                                  | Ray Armstrong, Wade Eastwood, Suzie Frize-Williams, Allan Hewitt et Wolfgang Stegemann | Lauréat                                                  |                                                          |
| Online Film and Television Association                               | Meilleur montage d'effets sonores                                                                         | James Mather | Nomination                                               |                                                          |
| Online Film and Television Association                               | Meilleure bande-annonce de film                                                                           | Mission : Impossible - Fallout | Nomination                                               |                                                          |
| Online Film Critics Society Awards                                   | Meilleur montage                                                                                          | Eddie Hamilton | Lauréat                                                  |                                                          |
| Online Film Critics Society Awards                                   | Meilleure coordination de cascades                                                                        | Mission : Impossible - Fallout | Lauréat                                                  |                                                          |
| Screen Actors Guild Awards                                           | Meilleure équipe de cascadeurs                                                                            | Mission : Impossible - Fallout | Nomination                                               |                                                          |
| Taurus World Stunt Awards                                            | Meilleur gréement acrobatique                                                                             | Scott Armstrong, Oliver Bailey, Christopher Gordon, Michael Li et Wolfgang Stegemann | Lauréat                                                  |                                                          |

## Éditions en vidéo
- Au États-Unis, le film Mission : Impossible - Fallout est sorti en DVD + Blu-ray + Digital HD[62] le 4 décembre 2018.
- En France, le film est sorti en DVD[63], en Blu-ray + Blu-ray bonus[64], ainsi qu'en version 4K Ultra HD + Blu-ray + Blu-ray Bonus[65] le 5 décembre 2018.

Le film est également sorti en VOD le 5 décembre 2018.
Une édition limitée SteelBook 4K Ultra HD + Blu-ray est sortie le 28 juin 2023.
- Au Québec, le film est sorti en copie numérique le 20 novembre 2018, puis en DVD, Blu-ray et 4K Ultra HD le 4 décembre 2018[1].

## Autour du film
Le film est particulièrement lié à l'histoire terroriste récente en France. Premièrement, il présente deux scènes d'exécution de policiers français blessés dans les rues de Paris (une au cours d'une vision, une autre interrompue par le héros) ce qui rappelle la mort d'Ahmed Merabet pendant les attentats de janvier 2015. Deuxièmement, au cours du tournage des scènes dans le grand palais, les équipes techniques et les figurants ont été confinés à cause d'un attentat sur les Champs Élysées ayant coûté la vie à un policier.

## SagaMission impossible
Le film est le premier de la saga à être la suite directe de l'opus qui le précède : avant cela, chaque film avait une histoire indépendante. C'est aussi le premier film de la saga à être tourné en 3D.
| Titre français                            | Année | Réalisateur           | Budget        | Total box-office |
| ----------------------------------------- | ----- | --------------------- | ------------- | ---------------- |
| Mission impossible                        | 1996  | Brian De Palma        | 78 000 000 $  | 457 696 359 $    |
| Mission impossible 2                      | 2000  | John Woo              | 125 000 000 $ | 546 388 105 $    |
| Mission impossible 3                      | 2006  | J. J. Abrams          | 150 000 000 $ | 397 850 012 $    |
| Mission impossible : Protocole Fantôme    | 2011  | Brad Bird             | 145 000 000 $ | 694 713 380 $    |
| Mission impossible : Rogue Nation         | 2015  | Christopher McQuarrie | 150 000 000 $ | 682 714 267 $    |
| Mission impossible : Fallout              | 2018  | Christopher McQuarrie | 178 000 000 $ | 791 107 538 $    |
| Mission impossible : Dead Reckoning       | 2023  | Christopher McQuarrie | 290 000 000 $ | NC               |
| Mission: Impossible - The Final Reckoning | 2025  | Christopher McQuarrie | NC            | NC               |